# キム・グクジン
キム・グクジン（김국진、金國鎭、1965年2月6日 - ）は、大韓民国のコメディアン、タレント、司会者。配偶者は歌手のカン・スジ。

## 経歴
京畿大学校英文学科卒業。在学時は英語サークル「TIME」を創設した。
1983年、ミュージカル俳優としてデビュー。1987年から1990年までいわゆる芸能兵と呼ばれる文化宣伝隊として軍務に就き、司会の腕を磨く。
除隊後、ユ・ジェソクらとともに1991年KBS公開採用コメディアン7期としてデビュー。キャラクターパン「국찐이빵」が販売されるなど一世を風靡し、1990年代中後半の芸能賞を総なめにした。20世紀の歴代お笑い芸人の中で最高の1人に選ばれたこともある。
2002年10月、女優のイ・ユンソンと結婚。1年半で離婚。
2018年5月、歌手のカン・スジと結婚。